# Giroussens
Giroussens – miejscowość i gmina we Francji, w regionie Oksytania, w departamencie Tarn.
Według danych na rok 1990 gminę zamieszkiwało 1051 osób, a gęstość zaludnienia wynosiła 25 osób/km² (wśród 3020 gmin regionu Midi-Pireneje Giroussens plasuje się na 322. miejscu pod względem liczby ludności, natomiast pod względem powierzchni na miejscu 146.